# Arco (film)
Pour plus de détails, voir Fiche technique et Distribution.
Arco est un film d'animation français réalisé par Ugo Bienvenu, sorti en 2025.
Le film est présenté en mai 2025 au Festival de Cannes 2025 dans la section « Séances spéciales ». Il remporte ensuite le Cristal du long métrage au festival international du film d'animation d'Annecy 2025.

## Synopsis
Arco, 10 ans, qui vit en l'an 2932, utilise un arc-en-ciel pour voyager accidentellement dans le temps jusqu'en l'an 2075, où il rencontre Iris.

## Fiche technique
- Titre original : Arco
- Réalisation : Ugo Bienvenu
- Scénario : Ugo Bienvenu et Félix de Givry
- Animation : Adam Sillard
- Montage : Nathan Jacquard
- Musique : Arnaud Toulon
- Décors : Fabio Besse
- Production : Félix de Givry, Sophie Mas, Natalie Portman
- Sociétés de production : Remembers, MountainA, France 3 Cinéma
- Société de distribution : Diaphana (France)[1]
- Pays de production :  France[2]
- Genre : animation, science-fiction
- Durée : 82 minutes
- Date de sortie : 
  - France : 16 mai 2025 (Festival de Cannes 2025)[3] ; juin 2025 (Festival international du film d'animation d'Annecy 2025) ; 22 octobre 2025 (sortie nationale)[1]

## Distribution du doublage voix
- Margot Ringard Oldra : Iris
- Oscar Tresanini : Arco
- Nathanaël Perrot : Clifford
- Alma Jodorowsky : La mère d'Iris / Mikki
- Swann Arlaud : Le père d'Iris / Mikki
- Vincent Macaigne : Dougie
- Louis Garrel : Stewie
- William Lebghil : Frankie
- Sophie Mas : La mère d'Arco
- Frédérique Cantrel : La mère d'Arco - séquence finale
- Oxmo Puccino : Le père d'Arco
- Joséphine Mancini : Ada

## Distinctions

### Récompense
- Festival international du film d'animation d'Annecy 2025 : Cristal du long métrage[4],[5]

### Sélections
- Festival de Cannes 2025 : sélection officielle, section « Séances spéciales »